# 조원우 (요트 선수)
조원우(1994년 10월 29일~)는 대한민국의 요트 선수로 주 종목은 윈드서핑(RS:X)으로 2020년 하계 올림픽에 참가했다.

## 방송 출연
- 2021년~2023년 JTBC 《뭉쳐야 찬다》